# Орседика
Орседика — персонаж греческой мифологии, дочь кипрского царя Кинира.

## В мифологии
Античные авторы называют Орседику дочерью Кинира (первого царя Кипра) и Метармы, дочери Пигмалиона, сестрой Лаогоры и Бресии. Три сестры разгневали Афродиту: по данным Псевдо-Аполлодора, это произошло из-за того, что они сожительствовали с чужими мужьями, по данным Псевдо-Гигина, что мать царевен похвасталась, будто её дочери красивее, чем богиня любви. В результате Орседике, Лаогоре и Бресии пришлось покинуть родину. До самой смерти они жили в Египте.
Антиковеды видят в истории про сожительство царевен с чужими мужьями неверное толкование древними греками существовавшего на Кипре культа богини Астарты: жрицы храма этого божества отдавались посетителям за деньги. По другой версии, речь идёт о толковании одного из обрядов, совершавшихся во время праздника Адониса (сына Кинира).